# Кубок Норвегии по футболу 1911
Кубок Норвегии по футболу 1911 (норв. Norgesmesterskapet i fotball for menn 1911) — 10-й розыгрыш Кубка Норвегии по футболу. Турнир проводился с сентября по октябрь 1911 года. Участие в турнире принимали чемпионы местных ассоциаций 1911 года и действующий чемпион «Люн», который в итоге и выиграл кубок, победив в финале «Уредд» со счётом 5:2.

## Первый раунд
| Команда 1       | Результат | Команда 2   |
| --------------- | --------- | ----------- |
| 3 сентября 1911 |           |             |
| Драфн           | 0:3       | Фредрикстад |

- Остальные команды получили уайлд-кард.

## Второй раунд
| Команда 1        | Результат | Команда 2       |
| ---------------- | --------- | --------------- |
| 19 сентября 1911 |           |                 |
| Йёвик-Люн        | 0:9       | Люн             |
| Уредд            | 3:2       | Фредрикстад     |
| Меркантиле       | 5:0       | Квик (Тронхейм) |
| Бергенс          | 4:2       | Ставангер       |

## Полуфинал
| Команда 1      | Результат | Команда 2  |
| -------------- | --------- | ---------- |
| 1 октября 1911 |           |            |
| Люн            | 3:0       | Меркантиле |
| Бергенс        | 3:10      | Уредд      |

## Финал
Согласно
| Люн                                | 5:2     | Уредд |
| ---------------------------------- | ------- | ----- |
| 42′, 52′, ?, ? · Нюстед 55′ (пен.) | (отчёт) | ?, ?  |

| Люн: |  |                           |
|      |  |                           |
| Вр   |  | Рейдар Амбле Оммундсен    |
| Защ  |  | Пауль Дуэ                 |
| Защ  |  | Пер Скоу                  |
| ПЗ   |  | Эрлинг Андерсен           |
| ПЗ   |  | Николай Рамм Эстгорд      |
| ПЗ   |  | Рагнар Вальдроп           |
| НП   |  | Рагнвальд Хейердал-Ларсен |
| НП   |  | Кристиан Крефтинг         |
| НП   |  | Виктор Нюстед             |
| НП   |  | Эрлинг Мартманн           |
| НП   |  | Рольф Мартманн            |

| Уредд: |  |                        |
|        |  |                        |
| Вр     |  | Рейдар Берг            |
| Защ    |  | Иван Абрахамсен        |
| Защ    |  | Ральф Ординг Хельгесен |
| ПЗ     |  | Эмиль Ольсен           |
| ПЗ     |  | Конрад М. Карлсруд     |
| ПЗ     |  | Лауриц Хальворсен      |
| НП     |  | Теллеф Нильсен         |
| НП     |  | Майкл Исаксен          |
| НП     |  | Як. Бринхильдсен       |
| НП     |  | Карл Педерсен          |
| НП     |  | Сигфред Педерсен       |